# Монтанье Санчес, Эрнесто
Эрне́сто Монта́нье Са́нчес (исп. Ernesto Montagne Sánchez, 18 августа 1916, Лима, Перу — 13 апреля 1993, там же) — перуанский государственный и военный деятель, премьер-министр Перу (1968—1973).

## Биография
В 1938 г. окончил военное училище, в 1949 г. — военный колледж, в 1950 г. — курс в ФортЛивенворте (США), в 1960 г. прошел переподготовку в Центре перспективных военных исследований. Генерал-майор (1968).
Являлся инструктором в кадетском училище, Военной академии Леонсио Прадо, пехотном училище, профессором военной академии.
- 1958—1963 гг. — военный атташе в посольстве в Чили; заместитель директора Военной академии, заместитель директора военного колледжа, префект Лимы,
- 1963—1964 гг. — командующим военного округа III,
- 1964—1965 гг. — министр образования Перу,
- 1965—1968 гг. — директор военного колледжа, заместитель начальника генерального штаба армии и командующий Первого военного округа,
- 1968 г. — главный инспектор Вооруженных сил. Активный участник военного переворота,
- 1968—1973 гг. — премьер-министр Перу. В 1969 г. предпринял попытку с помощью аппаратных интриг занять президентский пост, сместив генерала Веласко Альварадо, получившую название «переворота Монтанье». Однако из-за расхождения позиций других членов военной хунты она закончилась неудачей.